# Valle dell'Atrek
La Valle dell'Atrek si trova nell'Iran nord-orientale, nella regione del Khorasan; è percorsa dal fiume Atrek il cui corso divide in due parti la catena montuosa Kopet Dag. La città principale è Quchan. 